# Arrondissement di Marmande
L'arrondissement di Marmande è una suddivisione amministrativa francese, situata nel dipartimento del Lot e Garonna e nella regione della Nuova Aquitania.

## Composizione
L'arrondissement di Marmande raggruppa 98 comuni in 10 cantoni:
- cantone di Bouglon;
- cantone di Castelmoron-sur-Lot;
- cantone di Duras;
- cantone di Lauzun;
- cantone di Marmande-Est;
- cantone di Marmande-Ovest;
- cantone di Le Mas-d'Agenais;
- cantone di Meilhan-sur-Garonne;
- cantone di Seyches;
- cantone di Tonneins.